# Elise Svendsen
Elise Svendsen (Christiania, 11 november 1856-) was een Noors zangeres.
Elise Henrikke Svendsen werd als nakomertje geboren in het gezin van musicus Gulbrand Svendsen (1817-1900) en ene Maren Hansdatter. Gulbrand was tot 1852 gehuwd met Pernille Maria Jonasdatter Elg (1815-1890). Dat maakte Elise de halfzuster van componist Johan Svendsen (1840-1911), Alberthine Fredrikke Svendsen (geboren 1842) en Carl Martinus Svendsen (geboren 1846). Elise Svendsen huwde op 10 oktober 1896 in Londen John Waegner. Ze verdween daarna totaal uit zicht.
Enkele concerten:
- 29 april 1886: Een concert met Agathe Backer-Grøndahl in Herdahl, waarbij Svendsen liederen zong van onder andere Halfdan Kjerulf, Per Lasson,  Edvard Grieg en Johan Svendsen;
- 18 januari 1890: Een concert in Frederikstad met violist Karl Johannessen
- 14 december 1890: Liefdadigheidsconcert voor slachtoffers scheepsramp in Harjangen, samen met opnieuw Agathe Backer-Grøndahl, Barbara Larssen, Wilhelm Kloed en Bjørn Bjørnson, in de concertzaal van Brødrene Hals.
- 12 november 1892: Logens grote zaal; concert met onder meer Johan Halvorsen, Martin Knutzen en Barbara Larssen en Albert Riefling